# Dame Périnelle
La Dame Périnelle est une réplique de scute fluvial reconstituée d'après une épave retrouvée en Maine-et-Loire. 
Dame Périnelle est labellisée Bateau d'Intérêt Patrimonial (BIP) depuis 1er janvier 2012 par l'Association patrimoine maritime et fluvial.
Son port d'attache est Savonnières en Indre-et-Loire.

## Histoire
Cette réplique de scute a été réalisée à Savonnières (près de Tours) par l'association Les Bateliers du Cher  constructeur de bateaux traditionnels. Ce bateau de charge était conçu pour les travaux d'amménagement fluvial ou pour le transport. Cette reconstitution a été menée par l'archéologue et historien François Beaudouin (1929-2013) d'après des travaux de recherche archéologique et des vestiges réunis par l'écomusée de Montjean (Maine-et-Loire) sur la navigation ancienne sur le Cher et la Loire.
Ce bateau de type scute est issu de la construction dite à bordages à clin, méthode utilisée pour les bateaux vikings de l'âge des Vikings. Pour rester dans l'esprit expérimental de ce chantier naval les matériaux, les gestes et les techniques d'autrefois ont été utilisés. 
Après 3 ans de construction le scute a été mis à l'eau le 13 juin 2009, lors de la fête annuelle de la Batellerie où il a été baptisé Dame Périnelle. 
Il participe, par son aspect touristique et pédagogique, au patrimoine fluvial ligérien et à la transmission du savoir-faire des anciens charpentiers. Il est présent aux différentes manifestations fluviales régionales comme, le Festival de Loire à Orléans.

## Caractéristiques techniques
La coque est en bois de chêne local, le chevillage des clins est réalisé en aulne (pour ne pas utiliser ni clous, ni vis, ni boulons) et le calfatage est fait de mousse végétale
Le mât et les deux perches sont en pin et le gréement est à livarde.